# Автошлях B9 (Німеччина)
Федеральний автошлях 9 (B9, нім. Bundesstraße 9)  — німецька федеральна дорога, проходить у західній Німеччині від Краненбурга в окрузі Клеве на голландському кордоні до Лотербура на пфальцсько-французькому кордоні. На довгих ділянках дорога проходить імперськими магістралями Середньовіччя через Кельн, Бонн, Кобленц, Майнц, Вормс і Шпаєр до Страсбурга, які, у свою чергу, мають переважно римське походження (Rheintalstraße).